# Niccolò Fontana Tartaglia
Niccolò Fontana Tartaglia (Brescia, 1499. – Venecija, 13. prosinca 1557.), mletački matematičar.
Objavio je veliki broj knjiga uključujući i prve prijevode djela Arhimeda, Euklida i kompilaciju do tada proslavljenih matematičara. Kada su francuzi pod kraljem Lujom XII. nakon tjedan dana borbe osvojili njegovo rodno mjesto Bresciu, usred općeg pokolja s obitelji se sklonio u katedralu. Vojnici su ga ipak ozlijedili rasjekavši mu čeljust i nepce te ga ostavili ležati smatrajući ga mrtvim. Odnjegovala ga je majka, ali nikad više nije mogao jasno govoriti te je dobio nadimak tartalja što znači mucavac.
Od privatnog je učitelja, kojeg je imao dok su to sredstva dozvoljavala, naučio samo pola abecede, dok je ostalo naučio sam. Bio je samouk i u matematici, ali je znatno pridonio širenju klasične misli u tadašnjoj školovanoj srednjoj klasi.
U to je vrijeme znanstvenicima bilo vrlo važno u izravnim dvobojima zadavati zadatke jedan drugome pred publikom. Na takvim je dvobojima svaki natjecatelj imao isto vrijeme za rješavanje zadataka koje je zadao protivnik. Pobjednik je najčešće bio novčano nagrađen, ali je ponekad dobivao i katedru na sveučilištu. Tartagliu je na jedno takvo sučeljavanje 1535. godine pozvao Antonio Maria Del Fiore. Tartalja je naslutio da Fiore zna riješavati kubne jednadžbe tipa x3+px+q=0 pa je vrijeme prije dvoboja iskoristio razmatrajući taj problem. Poslije je o tome napisao:
| “ | Uložio sam svu svoju snagu i umijeće da bih našao pravilo za rješavanje kubnih jednadžbi. Zahvaljujući blagonaklonosti sudbine , to mi je i uspjelo osam dana prije zakazanog dvoboja. | ” |
| —Isakovič Glaizer, Gerš, Povijest matematike za školu, Školske novine & HMD, Zagreb, 2003., ISBN 953-160-176-3, str. 324. | |   |

Tartaglia je na dan održavanja dvoboja 20. veljače 1535. u dva sata riješio svih 30 zadanih zadataka dok Fiore nije niti jedan. Bavio se i proračunavanjima putanje balističkih projektila, ali je pisao i o međuljudskim odnosima, običajima u tadašnjoj trgovini i napretku na polju matematike.

## Zanimljivosti
Tartaglin suvremenik Girolamo Cardano je prijevarom uspio dobiti rješenje kubne jednadžbe i objaviti je u svojoj knjizi nakon čega je izbila žestoka i dugotrajna rasprava dvojice matematičara i njihovih sljedbenika. Formula je i danas poznata pod nazivom Cardanova formula.
Okrugle zagrade kakve danas poznajemo prvi je 1556. godine upotrijebio Tartaglia u svojoj knjizi Opće proučavanje brojeva i mjera.